# Ghola
Ghola es un término que aparece en la saga de ciencia ficción Dune de Frank Herbert. Los gholas son seres humanos, desarrollados en los denominados tanques axlotl a partir de una pocas células del individuo ya muerto. Estos gholas son una de las especialidades de la escuela de pensamiento Bene Tleilax, quienes también se especializan en Danzarines Rostro.

## ¿Clon o ghola?
La diferencia entre un clon y un ghola es que el primero es una copia exacta con base en la información genética obtenida (como un gemelo), mientras el segundo es el cultivo de todos los tipos de tejidos de un individuo a partir de material celular, efectivamente reconstituyéndolo por completo y pudiendo elegir la etapa de madurez. En una segunda etapa se logró recuperar la 'memoria genética' (concepto sci-fi de las novelas con mínima base en la realidad), lo que permitió también restablecer la personalidad del individuo cosa que en la vida real no se puede hacer con un clon. Una tercera etapa fue el logro de modificaciones genéticas durante el proceso.

## Inesperadas características de un ghola
El ghola conserva la personalidad del individuo donante, y aunque no conserva sus recuerdos, se ha comprobado que estos pueden ser recuperados cuando el ghola vive un hecho traumático que le acerca a su vida pasada como ser humano o, como es mostrado en el último libro de la serie escrito por Frank Herbert, Casa Capitular Dune, también pueden ser recuperadas las memorias a través de seducción. Alguien entrenado a repeler una seducción sexual en su otra vida, activa sus memorias al ser confrontado con una seducción en su nuevo cuerpo, como el caso del Ghola Mentat Bashar de las Bene Gesserits, Miles Teg.

## Referencia bibliográfica
- Frank Herbert, Dune. Barcelona: Ediciones Debolsillo, 2003. ISBN 978-84-9759-682-4
- Frank Herbert, El Mesías de Dune. Ediciones Debolsillo: Barcelona, 2003. ISBN 978-84-9759-667-1
- Frank Herbert, Hijos de Dune. Ediciones Debolsillo: Barcelona, 2003. ISBN 978-84-9759-432-5
- Frank Herbert, Dios Emperador de Dune. Ediciones Debolsillo: Barcelona, 2003. ISBN 978-84-9759-748-7
- Frank Herbert, Herejes de Dune. Ediciones Debolsillo: Barcelona, 2003. ISBN 978-84-9759-731-9
- Frank Herbert, Casa Capitular Dune. Ediciones Debolsillo: Barcelona, 2003. ISBN 978-84-9759-770-8
- Brian Herbert, Kevin J. Anderson Dune: La Casa Atreides. Best Seller Debolsillo: Barcelona, 2003. ISBN 978-84-9759-316-8
- Brian Herbert, Kevin J. Anderson Dune: La Casa Harkonnen. Best Seller Debolsillo: Barcelona, 2003. ISBN 978-84-9759-347-2
- Brian Herbert, Kevin J. Anderson Dune: La Casa Corrino. Best Seller Debolsillo: Barcelona, 2004. ISBN 978-84-9793-246-2
- Brian Herbert, Kevin J. Anderson Dune: La Yihad Butleriana. Best Seller Debolsillo: Barcelona, 2005. ISBN 978-84-9793-672-9
- Brian Herbert, Kevin J. Anderson Dune: La cruzada de las máquinas. Best Seller Debolsillo: Barcelona, 2007. ISBN 978-84-8346-365-9
- Brian Herbert, Kevin J. Anderson Dune: La batalla de Corrin. Best Seller Debolsillo: Barcelona, 2007. ISBN 978-84-01-33636-2
- Brian Herbert, Kevin J. Anderson Cazadores de Dune. Plaza & Janés, Barcelona, 2008. ISBN 978-84-01-33679-9
- Brian Herbert, Kevin J. Anderson Gusanos de arena de Dune. Plaza & Janés, Barcelona, 2009. ISBN 978-84-01-33727-7

- Datos: Q1051330